# Nowooleksijiwka
Nowooleksijiwka (ukrainisch Новоолексіївка; russisch Новоалексеевка Nowoalexejewka) ist eine Siedlung städtischen Typs in der Ukraine mit etwa 10.000 Einwohnern. 

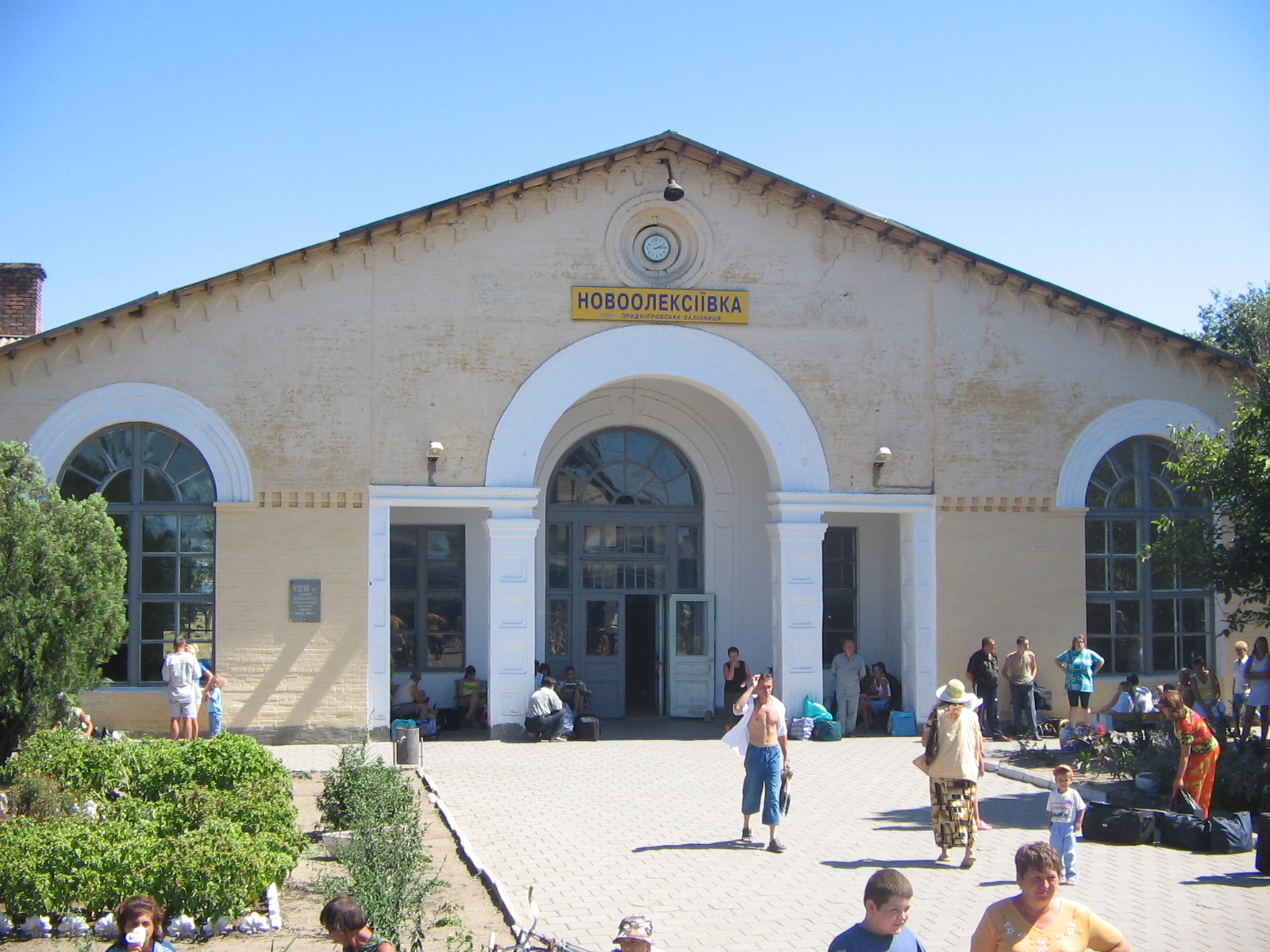
Bahnhofsgebäude in Nowooleksijiwka

## Lage
Die Ortschaft liegt im Süden der Oblast Cherson 17 km nordwestlich der Rajonshauptstadt Henitschesk an der Fernstraße M 18 zwischen Melitopol und Dschankoj auf der Krim.

## Geschichte
Die Geschichte des Ortes beginnt 1874 mit dem Bau der Eisenbahnstrecke von Losowa nach Sewastopol, im Zuge des Baus wurde hier eine Arbeitersiedlung begründet und ein Bahnhof eingerichtet. 1938 wurde die Siedlung rund um den Bahnhof zu einer Siedlung städtischen Typs erhoben.
Am 12. Juni 2020 wurde die Siedlung ein Teil der neugegründeten Stadtgemeinde Henitschesk, bis dahin bildete sie die gleichnamige Siedlungsratsgemeinde Nowooleksijiwka (Новоолексіївська селищна рада/Nowooleksijiwska selyschtschna rada) im Süden des Rajons Henitschesk.